# Paulo Sérgio Oliveira da Silva
Paulo Sérgio Oliveira da Silva, más conocido como Serginho (Vitória, 19 de octubre de 1974-São Paulo, 27 de octubre de 2004) fue un futbolista brasileño que ejerció de defensa.

## Carrera profesional
Serginho inició su carrera en el municipio de Coronel Fabriciano, en Minas Gerais, jugando para el Social. Luego fue cedido al Nacional Futebol Clube de Uberaba, donde jugando como lateral izquierdo destacó y fue contratado por São Caetano.
Con el São Caetano jugó la final de la Copa Libertadores 2002, donde el club quedó subcampeón de la competición tras ser derrotado por el Olimpia de Paraguay, en la tanda de penaltis. Adicional a ello ganó la 2ª división del Campeonato Paulista en 2000 y la 1ª división en 2004 y fue subcampeón en dos ocasiones del Campeonato Brasileiro.

## Clubes
| Club         | País        | Año  |
| ------------ | ----------- | ---- |
| Patrocinense | Brasil      | 1995 |
| Social       | 1995 - 1996 |      |
| Democrata    | 1996        |      |
| Mogi Mirim   | 1996        |      |
| Social       | 1997 - 1998 |      |
| Ipatinga     | 1998        |      |
| Araçatuba    | 1999        |      |
| São Caetano  | 1999 - 2004 |      |

## Muerte
Serginho jugaba en un partido por el Campeonato Brasileño contra São Paulo, en Morumbi, el 27 de octubre de 2004, cuando sufrió una enfermedad repentina por miocardiopatía hipertrófica a los 14 minutos del segundo tiempo. Después de caer al césped, el jugador Grafite no se dio cuenta y tropezó con Serginho. El partido fue declarado cerrado. Murió en el hospital una hora después (ocho días después de cumplir los treinta). Su cuerpo fue velado y enterrado en el cementerio de Vale da Saudade en Coronel Fabriciano, ciudad donde creció en Minas Gerais. São Caetano fue castigado con la pérdida de 24 puntos, el equivalente a ocho victorias en el campeonato, pero el equipo no fue degradado, a pesar de la pérdida de puntos, la cual se debió a que los líderes de su equipo lo dejaron jugar a pesar de conocer sus problemas cardíacos. El médico y el presidente de São Caetano, además de la familia de Serginho, afirman que las evaluaciones permitieron al deportista seguir jugando.

## Palmarés
Social
- Campeonato Mineiro - Segunda División: 1995.
- Campeonato de Mineiro - Módulo II de Primera División: 1996.

Sao Caetano
- Campeonato Paulista - Serie A2: 2000.
- Campeonato Paulista: 2004.